# Lago Chico (Tierra del Fuego)
El lago Chico es un cuerpo de agua superficial ubicado en la Comuna de Timaukel, Provincia de Tierra del Fuego de la Región de Magallanes entre el lago Lynch y el Lago Blanco (Tierra del Fuego).
(No confundir con el lago Chico (Toltén) en el parque Nacional Huerquehue.)

## Ubicación y descripción
El lago tiene un espejo de agua de 26 km² que es alimentada desde las laderas norte de la divisoria de aguas con el rio Paralelo. Tiene una forma equidimensional y en su ribera oriente una península se introduce al centro del lago. Su emisario es el río Cochrane (Lago Blanco) que descarga sus aguas en el lago Blanco (Tierra del Fuego).: 618 